# Domeinen Roerende Zaken
Domeinen Roerende Zaken is het verkoopkantoor van de roerende eigendommen van de Nederlandse staat. Het is een onderdeel van het Ministerie van Financiën. Deze verkopen van de Staat worden door haar afgewikkeld, conform de Comptabiliteitswet 2016.

## Geschiedenis
Domeinen Roerende Zaken is een deel van wat vroeger heette Directie der Domeinen, met regionale inspecties, daarna Dienst der Domeinen en nu Domeinen Roerende Zaken. De Dienst der Domeinen omvatte oorspronkelijk ook het beheer en de verkoop van onroerende zaken en was per 1 januari 2006 opgesplitst in een Onroerende Zaken (OZ) en een Roerende Zaken (RZ) poot. Per 1 juli 2009 is de naam van de Dienst Domeinen Onroerende Zaken veranderd in die van Rijksvastgoed- en Ontwikkelingsbedrijf (RVOB), zie aldaar.

## Werkwijze
Regelmatig worden er bij Domeinen RZ veilingen gehouden van in beslag genomen goederen en van tweedehands overheidsgoederen, waaronder ook voertuigen. Hieronder vallen bijvoorbeeld ook voertuigen afkomstig van AFNorth. De goederen worden verkocht zonder garantie en zonder dat men ze van tevoren mag proberen; slechts bekijken is toegestaan.